# Die kleine Diebin
Die kleine Diebin (Originaltitel: La petite voleuse) ist ein französischer Spielfilm von Claude Miller aus dem Jahr 1988. In der Hauptrolle ist Charlotte Gainsbourg zu sehen.

## Handlung
Frankreich in den 1950er Jahren. Da ihre Mutter sie mit einem Liebhaber verlassen hat, lebt die 16-jährige Janine bei Verwandten in einer französischen Kleinstadt. Die fehlende Liebe und Geborgenheit kompensiert sie durch zahlreiche Diebstähle von Zigaretten bis zu hochwertiger Kleidung. Nach der Schule schlüpft sie in ein anderes Leben, tauscht ihre Kleidung gegen Seidenstrümpfe und Pumps und vertreibt sich die Zeit im Kino mit romantischen Filmen.
Als sie mehrmals bei Diebstählen ertappt wird, fährt sie in eine Großstadt in die Provence und nimmt dort die Stelle eines Dienstmädchens an. Dort lernt sie bei einem Kinoabend den 43-jährigen Familienvater Michel kennen und beginnt eine Affäre mit ihm. Ihr Leben scheint zunächst eine neue Richtung zu bekommen und sie beginnt eine Ausbildung als Stenotypistin, bis sie auf den Kleinkriminellen Raoul trifft, den sie bei einem Einbruch überrascht. Dieser überredet Janine, ihre Dienstherren zu bestehlen und mit dem gemeinsamen Geld ans Meer durchzubrennen. Dort genießen sie eine kurze Zeit des Liebesglücks. Als Raoul eine gefundene Handgranate in Richtung einer Bäuerin und ihrer Kühe wirft, werden sie als Nudisten denunziert und Janine wird von der Gendarmerie festgenommen.
In einer Besserungsanstalt für Mädchen wird Janine von einem Mädchen provoziert und sticht mit einer Gabel auf ihre Hand ein. Beide werden eine Zeitlang in den Keller gesteckt. In der Anstalt lernt sie die selbstbewusste Mauricette kennen und flieht mit ihr. 
Zurück bei ihrer Familie wird sie nicht aufgenommen. Sie hat inzwischen festgestellt, dass sie von Raoul schwanger ist und will das Kind abtreiben lassen. Den Gedanken der illegalen Abtreibung verwirft sie schließlich wieder und entscheidet sich für ihr Kind. In ihrer Heimatstadt findet sie aber keinen Halt, so dass sie sich aufmacht, um ein neues und besseres Leben zu finden.

## Musik
Die Titel- und Schlussmelodie ist das Pfadfinderlied Dans la troupe, das von einem klassischen Chor gesungen wird.

## Kritiken
Der Filmdienst 9/1989 schrieb: „Sensibel inszenierte und in der Hauptrolle großartig gespielte Initiationsgeschichte einer jungen Frau, hinter deren Rebellion sich die Suche nach Identität und Geborgenheit verbirgt. Nach einem Originaldrehbuch von François Truffaut entstanden, belebt der Film kongenial Stimmungen von Truffauts Werken, ohne zum Plagiat zu werden.“
Die taz sah 1990 Die kleine Diebin in einer langen Tradition französischer Filme der 80er Jahre mit sehr jungen bzw. minderjährigen weiblichen Hauptfiguren und älteren Liebhabern wie Eine Frau mit 15 von Jacques Dillon, Ausgerechnet ihr Stiefvater von Bertrand Blier oder Weiße Hochzeit von Jean Claude Brisseau, die hinter dem Vorwand der Initiationsgeschichte vor allem (aus heutiger Sicht zum Teil pädophile) Altherren-Phantasien bedienen.

## Auszeichnungen
- 1989: Syndicat Français de la Critique de Cinéma – Bester französischer Film
- 1989: César für das beste Filmposter, drei weitere Nominierungen (Regie, Hauptdarstellerin – Charlotte Gainsbourg, Drehbuch)